# ISU-122
L'ISU-122 (Istrebitel'naja Samochodnaja Ustanovka-122) era un semovente d'artiglieria prodotto in Unione Sovietica durante la seconda guerra mondiale. Era realizzato sullo scafo del carro armato IS-2.

## Sviluppo
Il prototipo del semovente ISU-122 venne realizzato dalla ČKZ di Čeljabinsk nel dicembre 1943. Questo mezzo era realizzato sullo stesso scafo dell'ISU-152, dal quale differiva solo per l'arma utilizzata. In questo caso veniva montato il cannone A-19 da 122 mm, nella versione specifica per carri A-19S. L'adattamento non fu molto difficile in quanto sia l'ML-20 da 152 mm, che armava l'ISU-152, che l'A-19 nella versione trainata utilizzavano lo stesso affusto: il 52-L-504A. Il prototipo così ottenuto venne designato Oggetto 242 e subito venne sottoposto alle usuali prove, che superò con successo. Nonostante questo però l'ISU-122 non venne messo in produzione.
Caratteristiche di questo carro erano la possibilità di alzo fino a 18º del cannone che aveva una gittata, tiro diretto, di circa 5 km. L'equipaggio era composto da cinque persone come sul semovente -152. Il puntamento dell'arma avveniva attraverso un mirino telescopico ST-18 (CT-18) che permetteva di ingaggiare i bersagli fino a 1.500 m. Per distanze superiori veniva utilizzato un mirino panoramico.
Agli inizi del 1944 si verificò una scarsa disponibilità di cannoni ML-20S e venne consentito di completare gli scafi già prodotti utilizzando il cannone A-19S. I primi ISU-122, come era stato ufficialmente designato il semovente, uscirono dagli stabilimenti nell'aprile successivo. La produzione avveniva negli stabilimenti di Čeljabinsk (ČKZ), mentre il cannone da 122 mm era prodotto dalla Officine Motovilicha di Perm'.
Il cannone A-19S era a caricamento manuale e questa caratteristica ne limitava la cadenza di fuoco effettivo a 1 - 2 colpi al minuto. Per ovviare a questo problema venne sviluppata una nuova versione del pezzo, designata D-25, che montava un sistema di caricamento semiautomatico. Il D-25 permetteva di portare a tre il numero di colpi che potevano essere sparati in un minuto. Questa nuova arma, abbinata al mirino telescopico TŠ-17 (TШ-17), venne montata su un nuovo prototipo del semovente che venne designato Oggetto 249. Anche questo mezzo superò i test e venne prodotto con la denominazione di ISU-122S. Si constatò che con caricatori esperti si poteva giungere a quattro colpi al minuto. La produzione dell'ISU-122S iniziò nel settembre del 1944 appena le scorte del nuovo pezzo, destinato inizialmente al solo IS-2, ne permise l'adozione anche sui semoventi. Va detto che però che il -122S venne prodotto contemporaneamente al precedente ISU-122, che rimase in produzione fino alla fine del conflitto. La ragione di questa scelta era dovuta al fatto che esistevano ampie scorte del cannone A-19S al contrario del nuovo D-25. La canna del pezzo venne allungata rispetto a quella standard per favorire una velocità iniziale più elevata e quindi capace di affrontare corazzature ancora più spesse. Un altro vantaggio dato dall'adozione di questo nuovo pezzo era dato dal suo freno di bocca, più efficiente di quello dell'A-19S, che permise di montare, a protezione dell'arma stessa, un piccolo scudo dello spessore della corazza. Anche l'equipaggio operava in condizioni migliori rispetto a quelle del suo predecessore. Su alcuni -122S l'equipaggio venne ridotto a quattro persone, eliminando il secondo caricatore, ma le prestazioni di questi mezzi si rivelarono inferiori a quelle dei mezzi con l'equipaggio standard. In totale verranno prodotti 2.159 ISU-122 e 701 ISU-122S.
Dopo la fine del conflitto molti di questi semoventi, a differenza dell'ISU-152, furono modificati in veicoli per il trasporto di missili, di cannoni di grande calibro o per il rifornimento. Pochi esemplari mantennero l'armamento originale e di questi una piccola percentuale venne sottoposta nel 1958 ad un limitato programma di aggiornamento. Venne sostituito l'impianto radio e il sistema di mira. Su alcuni di questi esemplari venne sostituito anche il motore. Due anni dopo il semovente verrà ritirato definitivamente dal servizio. Diversi esemplari, una volta eliminati armi ed equipaggiamenti militari, verranno ceduti a varie organizzazioni civili che li utilizzeranno come trasporti cingolati nelle regioni artiche dell'Unione Sovietica.
Attualmente sono pochi, specie rispetto ai -152, gli esemplari di ISU-122 conservati nel loro aspetto originale. Alcuni di questi si ritrovano solo nei maggiori musei militari della Russia e in alcuni memoriali della Polonia e della Bielorussia.

## Impiego
A differenza del semovente di maggiore calibro il compito principale svolto dall'ISU-122 è stato quello di cacciacarri pesante. Il mezzo era dotato del proiettile perforante BR-471 del peso di 25 kg. Questa granata aveva una velocità di uscita di 800 m/s e poteva perforare, da notevole distanza, la corazza di quasi tutti i carri tedeschi. Solo le corazze del Ferdinand e dello Jagdtiger avevano uno spessore sufficiente per resistere alla penetrazione questi colpi. Ma anche a questi mezzi la sola energia cinetica della BR-471 unita a una discreta carica esplosiva provocava notevoli danni. Per migliorare le prestazioni anticarro dell'artiglieria venne sviluppata la BR-471B, disponibile a partire dall'ottobre del 1944, capace di affrontare con successo tutti i corazzati tedeschi fino a 1800 m; e venne portato frettolosamente in servizio il proiettile HEAT di 22 kg, che riusciva ad aver ragione delle corazze di qualsiasi mezzo blindato con la sola limitazione della precisione su lunga distanza.
La BR-471 non era sempre disponibile per cui a volte gli ISU-122 avevano a disposizione la sola OF-471 (ОФ-471) ad alto esplosivo. La granata conteneva 3 kg di TNT e l'esplosione, nei pressi di un mezzo corazzato avversario, di questa granata poteva danneggiarlo seriamente, anche senza che la corazza venisse perforata.
Nei combattimenti in ambiente urbano anche l'ISU-122 venne utilizzato come cannone d'assalto utilizzando il proiettile ad alto esplosivo. La lunghezza dell'arma rendeva però difficoltosa la manovra del mezzo nelle zone più anguste.
Fu invece raro l'utilizzo del mezzo per il tiro indiretto. Nonostante la sua gittata di circa 14 km venne utilizzato in questo ruolo solo se l'artiglieria tradizionale non era disponibile.

## Organizzazione
Nonostante la quasi completa intercambiabilità dei ricambi tra ISU-152 e ISU-122 questi mezzi furono sempre utilizzati in brigate composte dallo stesso tipo di mezzo. In questo modo si evitavano i problemi logistici che potevano nascere dal dover rifornire due tipi di pezzi d'artiglieria e operativi quali il dover tenere conto delle diverse gittate delle due armi.